# Tratatul de la Amiens
Tratatul de la Amiens a fost încheiat între Franța și Regatul Unit la 25 martie 1802 și a marcat sfârșitul celei de-a doua coaliții împotriva Franței. Prin tratative preliminarii anterioare la Londra, s-a convenit că Egiptul va fi înapoiat Turciei, insula Malta cavalerilor ioaniți, iar insulele Ionice vor forma o republică. Tratatul definitiv a fost semnat de lordul Cornwallis și Joseph Bonaparte, fratele lui Napoleon I.
Tratatul a facilitat pacea dintre Franța și Imperiul Otoman ca urmare a campaniei franceze din Egipt. Relațiile dintre cele două state, în ciuda ostilităilor precedente, vor reveni rapid la situația antebelică. La scurtă vreme de la semnarea tratatului negustorii francezi își vor recăpăta privilegiile în Marea Neagră: navigare liberă și tarife preferențiale în porturile otomane.